# Esprit D’Air
Esprit D’Air («Дух воздуха» на французском языке) — британско-японская рок-группа, исполняющая музыку в жанре прогрессив-метал, основанная в Лондоне в 2010 году. Группа включает музыкантов из Японии и Великобритании. В 2013 году они приобрели популярность благодаря синглу «Shizuku», который стал первой песней в категории J-Rock, доступной для игры в Rock Band 3 (и позднее в Rock Band 4 в 2023 году). Однако в том же году группа распалась из-за того, что её участники вернулись в Японию.
В 2016 году Кай возобновил проект в формате сольного проекта. Он сотрудничал с сессионными музыкантами и поддерживающими участниками, включая некоторых из оригинального состава, чтобы выступать на гастролях.
После реформирования их дебютный альбом Constellations был выпущен в 2017 году и получил признание критиков. Альбом выиграл в номинации «Лучший металлический альбом» на Independent Music Awards. Среди судей были Amy Lee (Evanescence), Slayer и Sepultura. Альбом также вошёл в Топ-40 чарта рок- и метал-альбомов Великобритании.
В 2022 году Esprit D’Air выпустили свой второй альбом Oceans, который достиг восьмого места в чарте рок- и метал-альбомов Великобритании и пятого места в чарте независимых альбомов. После успеха их летнего тура по Великобритании в 2022 году альбом несколько раз возвращался в чарты.

## История

### Создание группы иDeai(2010-2011)
Группа сформировалась на концерте в Лондоне и дебютировала в мае 2010 года. На тот момент в группе было пять участников: Ёш (вокал), Кай (соло-гитара и бэк-вокал), Эллис (бас-гитара), Юки (ритм-гитара) и Дайси (ударные). В октябре 2010 года Esprit D’Air выпустили дебютный мини-альбом Deai (яп. 出逢い; «Встреча»). Кай описал название как «первое приветствие группы». Альбом был записан на студии Sarm East Studios в Брик-Лейн, Лондон.
С момента основания в 2010 году группа выступала на многочисленных шоу в Великобритании и Испании и давала интервью на японском видеопортале Nico Nico Douga.
В начале 2011 года ритм-гитарист Юки покинул группу по личным причинам, оставив её в составе четырёх человек. Тем временем Ёш организовывал и выступал на благотворительных мероприятиях в поддержку пострадавших от землетрясения и цунами в Тохоку. Вскоре группа анонсировала свой следующий релиз.

### The HunterиShizuku(2012)
В феврале 2012 года группа выпустила сингл The Hunter и провела два сольных концерта: в Nambucca (Лондон) и La Farga (Барселона, Испания) в рамках промо-тура. Том Смит, директор независимого европейского лейбла JPU Records, описал сингл как «значительное событие» в жанре J-Rock.
В июне 2012 года Esprit D’Air выпустили Shizuku (яп. 雫; «Капля») и сделали трек доступным для бесплатного скачивания на ограниченное время.

### Rock Band 3, перерыв и отъезд Йоша (2012-2013)
В начале 2013 года популярность группы резко возросла, когда песня Shizuku стала первой японской песней, добавленной в категорию J-Rock игры Rock Band 3 для Xbox 360. Это сделало её единственной композицией в жанре J-Rock, доступной для игры.
Из-за личных причин Ёш покинул группу в начале 2013 года и вернулся в Токио через шесть месяцев после объявления об «бессрочном перерыве» в деятельности группы в конце 2013 года.

### Кома, Хакурен и распад (2013)
В апреле 2013 года к группе присоединились Кома (вокал) и Хакурен (ритм-гитара), вновь сделав её квинтетом. Однако группа дала своё последнее выступление с этим составом на Brighton Japan Festival в сентябре 2013 года. Через месяц Кома улетел в Токио, не планируя возвращаться. Из-за отсутствия вокалиста группа не смогла продолжать работу и объявила о своём распаде, несмотря на интерес со стороны звукозаписывающих лейблов к их будущему альбому.
В интервью журналу Louder Sound Кай рассказал, что распад группы частично был вызван его депрессией и личными трудностями, которые мешали дальнейшей работе.

### Воссоединение и новый сингл,Rebirth(2016)
[[File
D'Air Эспри де Эйр - Brighton Japan Festival.jpg|thumb|upright=1.3|Esprit D'Air на выступлении в 2013 году]]
В марте 2016 года Esprit D’Air объединились для однократного выступления в Лондоне как трио с Каем в роли вокалиста. Концерт был благотворительным, и все средства были направлены в детский дом Аоба-гакуэн в Фукусиме, Япония. За счёт продаж билетов, товаров и пожертвований мероприятие собрало более £1,100.
В июне 2016 года Esprit D’Air официально объявили о возвращении. Кай, оригинальный гитарист, взял на себя роль вокалиста. В состав также вошли Эллис (бас-гитара) и Дайси (ударные), хотя позднее выяснилось, что они выступали только как сессионные музыканты.
В декабре 2016 года Esprit D’Air выпустили Rebirth, свой первый сингл за четыре года, и провели концерты в Zigfrid von Underbelly (Лондон) и Le Trianon (Париж).

### Constellations(2017-2018)
В марте 2017 года Esprit D’Air провели сольный концерт в полностью заполненном зале O2 Academy Islington.
В апреле 2017 года группа выпустила второй сингл Guiding Light и эксклюзивно представила клип на Teamrock.com. Позже песня была включена в список «50 лучших рок-песен 2017 года».
Альбом Constellations был выпущен в цифровом формате 30 июня 2017 года, а физическая версия с бонус-треками вышла 7 июля на лейбле Starstorm Records. Кай описал альбом как послание надежды и позитива в тёмные времена.
Например, Rebirth — это история о человеке, который обретает свой голос, чтобы снова петь под звёздами. Это отражает мою личную историю возрождения Esprit D’Air и стремление снова исполнять музыку после многих трудностей.
Альбом достиг третьего места в чартах Amazon.com в категории «тяжёлая музыка» и восьмого места в рок-чартах. Позднее Esprit D’Air отправились в семидневный тур по Великобритании в поддержку альбома, посетив Лондон, Кардифф, Манчестер, Глазго и другие города.

### Oceans(2019-настоящее время)
Работа над вторым альбомом Oceans началась в 2018 году, но была временно приостановлена в 2019 году, когда ноутбук Кая, содержащий материал для записи, был украден. Это вынудило группу начать процесс записи заново.
В 2019 году Esprit D’Air запустили краудфандинговую кампанию для записи сингла Amethyst и достигли цели за три дня.
Альбом Oceans был выпущен в феврале 2022 года. Он достиг восьмого места в чарте рок- и метал-альбомов Великобритании и пятого места в чарте независимых альбомов. Альбом получил положительные отзывы критиков и был отмечен на таких платформах, как Loudwire и Metal Injection.
Летом 2022 года Esprit D’Air провели успешный тур по Великобритании, что привело к повторному попаданию альбома в чарты.

### Seasons(2023–настоящее время)
В январе 2023 года песня Shizuku была добавлена в игру Rock Band 4 для PlayStation 4 и Xbox One, через десять лет после её появления в Rock Band 3. Эта песня остаётся единственной композицией в жанре J-Rock, представленной в игре.
В феврале 2023 года Esprit D’Air выпустили обновлённую версию песни Shizuku в сотрудничестве с австралийским продюсером Misstiq. Новый вариант включал синтезаторы и клавишные партии, а также новые записи гитар, вокала и ударных, сделанные Каем.
В ноябре 2024 года группа выпустила свой третий студийный альбом Seasons и концертный альбом Live in Barcelona. Esprit D’Air также анонсировали четвёртый студийный альбом Aeons, который выйдет в 2025 году.

## Музыкальный стиль и влияние
Как и многие японские рок-группы, Esprit D’Air классифицируют в различных жанрах, таких как электрокор, готический металл, пауэр-метал и индастриал-метал. В интервью Кай упоминал, что его любимые группы включают Iron Maiden, Judas Priest, Megadeth, X Japan, Mötley Crüe, W.A.S.P. и Anthrax. Однако музыка Esprit D’Air не следует шаблонам этих жанров. Кай отметил:
Моё отношение к музыке заключается в попытке развиваться и находить новые пути, избегая копирования того, что уже сделано. Я не хочу следовать трендам, но и не хочу просто повторять уже созданное.
В статье на Loudwire о японских рок- и метал-группах Кай упомянул, что его главными вдохновителями являются X Japan, Dead End и L'Arc-en-Ciel, особенно Hyde.

## Сотрудничество и другие проекты

### Официальные релизы
Esprit D’Air сотрудничали с различными артистами, включая Ben Christo из The Sisters of Mercy, Tim "Ripper" Owens (экс-Judas Priest), Ryo Kinoshita (Crystal Lake), Shirobon, Heavygrinder, UmiKazeTaiyou и Misstiq.

### The Sisters of Mercy
В октябре 2023 года Кай стал гитаристом группы The Sisters of Mercy и присоединился к европейскому туру группы.

## Состав
Во время своего кратковременного состава на 2010-2013 годы, Esprit D'Air была группой, где все участники вносили свой вклад в написание песен и их производство. После смены их состава в 2016 году Esprit D'Air считается группой, состоящей из одного человека. Кай является единственным официальным участником, играющим и записывающим все инструменты для релизов и обладающим полным контролем над творчеством. Для живых выступлений Кай назначает бэк-группу музыкантов для исполнения песен, в том числе бывшего официального участника Esprit D'Air Эллиса для бас-гитары и Яна Винсента Веласко из Pendragon для ударных. Esprit D'Air использует DIY подход, специально не занимаясь поиском лейбла, менеджера или агента по бронированию, а вместо этого управляет всем самостоятельно, чтобы быть как можно более самодостаточным проектом.

## Участники группы

### Официальные участники
- Kai – гитара (2010–13, 2016–present), ведущий вокал, бас-гитара, ударные, композитор (2016–present)

### Участники тура
- Ryoma "Ryo" Takahashi – живая гитара (2016–present)
- Jan-Vincent Velazco – живые барабаны (2016–present)
- Yusuke Okamoto – живая гитара (2019)
- Takeshi Tokunaga – живая бас-гитара (2019)
- Yuri Shibuichi – живая бас-гитара (2019)
- Taku Miyamoto – живые барабаны (2018–2019)
- Chris Allan-Whyte – живые барабаны (2016–2017)
- Jimmy Pallagrosi – живые барабаны (2016)

### Прошлые участники
- Ellis – бас-гитара (2010–13), живая бас-гитара (2016–2019)
- Daishi – ударные (2010–13), живые барабаны (2016–2017)
- Coma – ведущий вокал (2013)
- Tatsuya "Hakuren" Nashimoto – гитара (2013)
- Yoshisuke Suga – ведущий вокал (2010–13)
- Yuki – гитара (2010–11)

## Дискография

### Альбомы
| Название       | Дата выпуска    | Лейбл     | Позиции в чартах                    |
| -------------- | --------------- | --------- | ----------------------------------- |
| Constellations | 7 июля 2017     | Starstorm | № 33 (UK Rock & Metal Albums Chart) |
| Oceans         | 18 февраля 2022 | Starstorm | № 8 (UK Rock & Metal Albums Chart)  |
| Seasons        | 8 ноября 2024   | Starstorm | № 20 (UK Rock & Metal Albums Chart) |

### Концертные альбомы
| Название              | Дата выпуска   | Лейбл     |
| --------------------- | -------------- | --------- |
| 10th Anniversary Live | 5 февраля 2021 | Starstorm |
| Live in Barcelona     | 8 ноября 2024  | Starstorm |

### одиночный разряд
| Год  | Отдельные детали                                                                    |
| ---- | ----------------------------------------------------------------------------------- |
| 2012 | Shizuku (雫; слеза) - Выпущенный: 29 июня 2012 г. - Ярлык: независимый              |
| 2016 | Rebirth - Выпущенный: 14 декабря 2016 г. - Метка: Starstorm Records                 |
| 2017 | Guiding Light - Выпущенный: 14 апреля 2017 - Метка: Starstorm Records               |
| 2017 | Ignition - Выпущенный: 18 августа 2017 - Метка: Starstorm Records                   |
| 2018 | Starstorm - Выпущенный: 26 января 2018 г. - Метка: Starstorm Records                |
| 2018 | Calling You - Выпущенный: 11 мая 2018 - Метка: Starstorm Records                    |
| 2018 | Serafine - Выпущенный: 31 августа 2018 г. - Метка: Starstorm Records                |
| 2019 | Amethyst - Выпущенный: 22 февраля 2019 г. - Метка: Starstorm Records                |
| 2020 | Leviathan - Выпущенный: 4 декабря 2020 г. - Метка: Starstorm Records                |
| 2021 | Kurenai - Выпущенный: 19 марта 2021 г. - Метка: Starstorm Records                   |
| 2021 | Nebulae - Выпущенный: 30 апреля 2021 г. - Метка: Starstorm Records                  |
| 2021 | Glaciers - Выпущенный: 11 июня 2021 г. - Метка: Starstorm Records                   |
| 2021 | Guiding Light (Reimagined) - Выпущенный: 23 июля 2021 г. - Метка: Starstorm Records |
| 2021 | Tsunami - Выпущенный: 3 сентября 2021 г. - Метка: Starstorm Records                 |
| 2021 | Souhou Raia - Выпущенный: 15 октября 2021 г. - Метка: Starstorm Records             |
| 2021 | Deai (Оркестровый микс) - Выпущенный: 26 ноября 2021 г. - Метка: Starstorm Records  |

### Расширенные пьесы
| Год  | Детали альбома                                                              |
| ---- | --------------------------------------------------------------------------- |
| 2010 | Deai (出逢い; Encounter) - Выпущенный: 29 октября 2010 - Ярлык: независимый |
| 2012 | The Hunter - Выпущенный: 29 февраля 2012 г. - Ярлык: независимый            |

### Другие появления
- Various Artists - Now Hear This! The Winners of The 16th Independent Music Awards (2018)

### Музыкальные видео
- The Hunter (2012)
- Shizuku (2012)
- Rebirth (2016)
- Guiding Light (2017)
- Ignition (2017)
- Starstorm (2018)
- Calling You (2018)
- Serafine (2018)
- Amethyst (2019)
- Leviathan (2020)
- Kurenai (2021)
- Nebulae (2021)
- Glaciers (2021)
- Guiding Light (Reimagined) (2021)
- 津波 ('Tsunami') (2021)
- 双方ライアー ('Souhou Raiā') (2021)
- 出逢い ('Deai') (2021)

## Награды
- 2012: JpopAsia Music Awards - «Лучший сингл J-Rock» (Номинальный) - «Shizuku»[41]
- 2017: Neo Awards - «Лучший музыкальный акт» (Номинант)[42]
- 2018: Independent Music Awards - «Лучший металлический или хардкорный альбом» (Победитель) -  Созвездия [43]
- 2019: Neo Awards - «Лучший музыкальный акт» (четвертое место)[44]